# Nepachys
Nepachys är ett släkte av skalbaggar som beskrevs av Thomson 1859. Nepachys ingår i familjen Malachiidae.
Släktet innehåller bara arten Nepachys cardiacae.